# Wissam Ben Yedder
Wissam Ben Yedder (født 12. august 1990) er en fransk professionel fodboldspiller, som senest har spillet for Ligue 1-klubben AS Monaco.

## Klubkarriere

### Toulouse
Efter at have spillet på flere ungdomshold og hos UJA Alfortville i den fjerde bedste franske række, skiftede Ben Yedder i 2010 til Toulouse, hvor han gjorde sin professionelle debut den 16. oktober 2010.
Ben Yedder spillede 6 sæsoner i Toulouse, og er stadig den dag i dag klubbens topscorer nogensinde, med 71 mål for klubben i alle turneringer.

### Sevilla
Ben Yedder skiftede i juli 2016 til Sevilla.

### Monaco
Efter tre sæsoner hos Sevilla skiftede Ben Yedder i august 2019 til Monaco. Hans pris på €40 millioner euro gjorde ham til det dyreste salg i Sevillas historie. Han sluttede sin første sæson i Monaco som delt topscorer i Ligue 1 med Kylian Mbappé.

## Landsholdskarriere

### Ungdoms- og futsallandshold
Ben Yedder har spillet 9 kampe for Frankrigs U/21-landshold.
Ben Yedder spillede futsal før han skiftede til fodbold, og spillede i 2010 to kampe for Frankrigs futsallandshold.

### Seniorlandshold
Ben Yedder er født i Frankrig til tunesiske forældre, og kunne derfor vælge at spille for begge lande. Tunesiens landshold gjorde flere forsøg for at overbevise Ben Yedder til at spille for dem, men han takkede nej alle gange.
Ben Yedder fik den 23. marts 2018 sin debut for Frankrigs landshold. Han var del af Frankrigs trup til EM 2020.

## Titler
Frankrig
- UEFA Nations League: 1 (2020-21)

Individuelle
- UNFP Ligue 1 Årets hold: 1 (2021-22)
- Ligue 1 topscorer: 1 (2019-20)